# Samir Aiboud
Samir Aiboud (sinh ngày 2 tháng 2 năm 1993) là một cầu thủ bóng đá người Algérie thi đấu cho câu lạc bộ tại Giải bóng đá hạng nhất quốc gia Algérie ES Sétif.

## Sự nghiệp câu lạc bộ
Ngày 22 tháng 2 năm 2013, Aiboud có màn ra mắt cho JS Kabylie, vào sân từ ghế dự bị ở phút 61 trong trận đấu tại giải vô địch trước CR Belouizdad.